# 山花典之
山花 典之（やまはな のりゆき、1964年9月21日 - ）は、日本の漫画家。男性。北海道小樽市出身。神奈川県横浜市在住。旧ペンネームは山崎花子とHANAKO。
1987年、山崎花子のペンネームで『ヤングジャンプ増刊』（集英社）掲載の「朝刊」でデビュー。以後、『週刊ヤングジャンプ』『ビジネスジャンプ』（いずれも集英社）に作品を連載。代表作は『夢で逢えたら』『妹-あかね-』『オレンジ屋根の小さな家』『聖樹のパン』など。

## 来歴
小学校低学年から漫画を描き始め、中学生になると少女漫画に夢中になった。17歳の時にあだち充に影響を受け、一本の長編漫画を描き上げ、漫画家を志す。
1987年、大学4年生の時に集英社の『ヤングジャンプ増刊号』にて山崎花子の女性名でデビュー。同年『CHI・GU・HA・GU』を『週刊ヤングジャンプ』にて月一連載。その後1990年に『かるてっと』を週刊連載、1991年に『エ・ク・ボ！』を月一連載、1992年に『グラスエイジ』を週刊連載（いずれも『週刊ヤングジャンプ』）するも作品作りに迷いが出て、三作とも短期に終わる。この時ペンネームを山崎花子からHANAKOに変えている。
1994年、『ビジネスジャンプ』に部署替えしたデビュー当時の担当者から声を掛けられ同誌に移籍。絵柄を変えて発表した『夢で逢えたら』は足掛け5年の長期連載となり、単行本は全17巻を数え、アニメ化もされた。尚、この時連載中に突然名前を現在のペンネームの山花典之に改名した。
キリスト教を信仰しており、洗礼を受けた2004年以降は、作品中で聖書の言葉が紹介されたり、周囲のすべてへの感謝や博愛などが描かれたりするようになった。
2015年から掲載誌を『ヤングガンガン』（スクウェア・エニックス）に変えて『聖樹のパン』（まさきのぱん）を山花が原作、作画をたかはし慶行が担当して連載。自らの出身地である小樽市を舞台にしたこの作品の原画を同市に寄贈し、山花とたかはし両氏は市から感謝状を貰っている。

## 年表
- 1987年 - 『ヤングジャンプ増刊』（集英社）に掲載の「朝刊」でデビュー。
- 1991年 - ペンネームをHANAKOに改名。
- 1997年 - ペンネームを山花典之に改名。
- 1998年 - 「夢で逢えたら」がOVA化される。また、テレビ番組『ワンダフル』内のコーナーでテレビアニメ化され放送される。
- 2004年 - バプテスト教会にて洗礼を受ける[6]。

## 作品リスト

### 漫画雑誌
- CHI・GU・HA・GU（1987年 - 1990年、『週刊ヤングジャンプ』、全3巻）*山崎花子名義
- かるてっと（1990年 - 1991年、『週刊ヤングジャンプ』、全3巻）*山崎花子名義
- エ・ク・ボ・! （1991年 - 1992年、『週刊ヤングジャンプ』、全2巻）*HANAKO名義
- グラスエイジ（1992年 - 1993年、『週刊ヤングジャンプ』、全3巻）*HANAKO名義
- 夢で逢えたら（1994年 - 1999年、『ビジネスジャンプ』、全17巻）*HANAKO~山花典之名義に変更
- 妹（1996年 - 2000年、『週刊ヤングジャンプ増刊 漫革』、全2巻）*以下全て 山花典之名義
- 妹-あかね-（2000年 - 2003年、『週刊ヤングジャンプ』、全14巻）
- 天使のルージュ（2003年 - 2004年、『週刊ヤングジャンプ』、全2巻） - 突然、次週リニューアルとされ終了。
- ひみつのルージュ（2004年、『週刊ヤングジャンプ』、全2巻） - 「天使のルージュ」のリニューアル版。
- オレンジ屋根の小さな家（2005年 - 2007年、『ビジネスジャンプ』、全8巻）
- ノエルの気持ち（2007年 - 2010年、『ビジネスジャンプ』、全7巻）
- 聖樹のパン（原作担当、2015年 - 2021年[7]、『ヤングガンガン』、全12巻）
- Joy Joy! チュ～太郎 (『月刊らみい』2025年4月号)

### 書籍
- 神様がくれた風景（2016年、いのちのことば社）

### 携帯漫画
- 愛しのマリー☆LOVE DRUG DOLL (2010年- 、E★エブリスタプレミアム、NTTドコモ、既刊1巻)

## アシスタント
- 宮野桃太郎